# C20H24O9
化学式C20H24O9（摩尔质量：408.4 g/mol）可能指：
- 宽缨酮，CAS号：84633-29-4
- 银杏内酯A，CAS号：15291-75-5
- 紫花前胡苷，CAS号：495-31-8

|  | 这个同类索引页列出了具有相同分子式的化学物（即同分異構體）条目。 除非您是有意链接至本页，否则应将相应条目的内部链接指向正确的条目。 |